# Anthaxia rothkirchi
Anthaxia (Haplanthaxia) rothkirchi – gatunek chrząszcza z rodziny bogatkowatych, podrodziny Buprestinae i plemienia Anthaxiini.
Gatunek ten został opisany w 1922 przez Jana Obenbergera. W obrębie rodzaju Anthaxia (kwietniczek) należy do podrodzaju Haplanthaxia, a w nim do grupy gatunków Anthaxia rothkirchi species-group.
Ciało długości od 4 do 5,3 mm, metalicznie zielone z plamką na przedpleczu i brzegami pokryw fioletowoczarnymi. Czoło w zarysie zaokrąglone. Przedplecze z siodełkowatym wgłębieniem pośrodku. Rzeźba przedplecza złożona z regularnie rozmieszczonych oczek opatrzonych ziarenkami środkowymi. Na pokrywach obecne długie, jasne włoski. Piłkowanie pokryw delikatne i rzadkie.
Kwietniczek ten znany jest z Konga i Kamerunu.